# Saotis longiventris
Saotis longiventris är en stekelart som först beskrevs av Thomson 1888.  Saotis longiventris ingår i släktet Saotis och familjen brokparasitsteklar. Arten är reproducerande i Sverige. Inga underarter finns listade i Catalogue of Life.